# Мю Зайца
Мю Зайца (лат. μ Leporis) — звезда в южном созвездии Зайца. Видимая звёздная величина составляет 3,259, звезда видна невооружённым глазом из южного полушария Земли. По измерениям годичного параллакса была получена оценка расстояния от Солнца до звезды 150 световых лет. Мю Зайца удаляется от Солнца с лучевой скоростью +27,7 км/с.
В рамках спектральной классификации звезда принадлежит классу B9 IV:HgMn, но обозначение ':' показывает на неопределённость спектрального класса. Класс светимости IV показывает, что это субгигант, исчерпавший запас водорода в ядре и находящийся на этапе перехода к стадии гигантов. В настоящее время радиус превышает радиус Солнца в 3,4 раза, масса равна 3,45 массам Солнца, светимость превышает солнечную в 251 раз при эффективной температуре фотосферы 12800 K.
Мю Зайца может являться переменной звездой типа α² Гончих Псов с периодом около 2 дней, хотя это значение не подтверждено. Спектр звезды носит признаки повышенного содержания ртути и марганца, на это указывает обозначение HgMn в спектральном классе. Было зарегистрировано рентгеновское излучение из точки на угловом расстоянии 0,93 угловой секунды от звезды. При известном расстоянии до звезды это угловое расстояние соответствует линейному расстоянию 52 а. e.. Источник может быть звездой-компаньоном Мю Зайца: звездой, еще не достигшей главной последовательности или маленькой холодной звездой. Светимость в рентгеновском диапазоне объекта-компаньона составляет (4.4 ± 0.1) × 10 29 эрг с−1.